# Een huis vol
Een huis vol is een Nederlandse docusoap die uitgezonden wordt door de KRO-NCRV op NPO 1. In dit televisieprogramma staat het leven van de grotere gezinnen in Nederland centraal. De gezinnen variëren van zes tot dertien kinderen en eventuele kleinkinderen. De docusoap wordt sinds 2011 met wisselende gezinnen jaarlijks rond de jaarwisseling uitgezonden. Sinds 2020 wordt het programma, vanwege de coronapandemie die destijds uitbrak, ook in de zomer uitgezonden. In 2021 was het programma genomineerd voor de Gouden Televizier-Ring.
In 2023 werd bekendgemaakt dat de serie een spin-offserie zou krijgen, genaamd Een huis vol emigreert. Begin 2024 was de emigratie van de familie Kraan naar Luxemburg en de emigratie van de familie Jelies naar Spanje te zien.

## Families
| Familie (kinderen+kleinkinderen) | 2011 | 2012 | 2013 | 2014 | 2015 | 2016 | 2017 | 2018 | 2019 | 2020 | 2020 | 2021 | 2021 | 2022 | 2022 | 2023 | 2023 | 2024 | 2024 | 2025 | 2025 |
| -------------------------------- | ---- | ---- | ---- | ---- | ---- | ---- | ---- | ---- | ---- | ---- | ---- | ---- | ---- | ---- | ---- | ---- | ---- | ---- | ---- | ---- | ---- |
| Fam. Baumgard (13+1)             |      |      |      |      |      |      |      |      |      |      |      |      |      |      |      |      |      |      |      |      |      |
| Fam. Deijs (12+7)                |      |      |      |      |      |      |      |      |      |      |      |      |      |      |      |      |      |      |      |      |      |
| Fam. Quaedackers (12)            |      |      |      |      |      |      |      |      |      |      |      |      |      |      |      |      |      |      |      |      |      |
| Fam. Adema (6)                   |      |      |      |      |      |      |      |      |      |      |      |      |      |      |      |      |      |      |      |      |      |
| Fam. Vink (11)                   |      |      |      |      |      |      |      |      |      |      |      |      |      |      |      |      |      |      |      |      |      |
| Fam. Buddenbruck (11+1)          |      |      |      |      |      |      |      |      |      |      |      |      |      |      |      |      |      |      |      |      |      |
| Fam. Lopez (6)                   |      |      |      |      |      |      |      |      |      |      |      |      |      |      |      |      |      |      |      |      |      |
| Fam. Nagelkerke (8)              |      |      |      |      |      |      |      |      |      |      |      |      |      |      |      |      |      |      |      |      |      |
| Fam. Jelies (9)                  |      |      |      |      |      |      |      |      |      |      |      |      |      |      |      |      |      | E    |      |      |      |
| Fam. Kraan (9)                   |      |      |      |      |      |      |      |      |      |      |      |      |      |      |      |      |      | E    |      | E    |      |
| Fam. Cudogham (7)                |      |      |      |      |      |      |      |      |      |      |      |      |      |      |      |      |      |      |      |      |      |
| Fam. Zeldenrust (8)              |      |      |      |      |      |      |      |      |      |      |      |      |      |      |      |      |      |      |      |      |      |
| Fam. Blom (8)                    |      |      |      |      |      |      |      |      |      |      |      |      |      |      |      |      |      |      |      |      |      |
| Fam. Wildeman (8)                |      |      |      |      |      |      |      |      |      |      |      |      |      |      |      |      |      |      |      |      |      |
| Fam. Bakhcha (8)                 |      |      |      |      |      |      |      |      |      |      |      |      |      |      |      |      |      |      |      |      |      |
| Fam. Verleg (5)                  |      |      |      |      |      |      |      |      |      |      |      |      |      |      |      |      |      |      |      | E    |      |
| Fam. Bal (7)                     |      |      |      |      |      |      |      |      |      |      |      |      |      |      |      |      |      |      |      |      |      |

 Winterseizoen
 Zomerseizoen
E Seizoen van Een huis vol emigreert

## Seizoenen

### Seizoen 1 (2011)
In dit eerste seizoen worden twee gezinnen gevolgd, waaronder de familie Baumgard: Eugene (46 jaar) en Samantha (40 jaar) en hun 12 thuiswonende kinderen in de leeftijd van 1,5 t/m 21 jaar oud. Verder wordt ook de familie Deijs: Marcel (48 jaar) en Ingridt (48 jaar) en hun 12 thuiswonende kinderen in de leeftijd van 1,5 t/m 27 jaar oud gevolgd. Dit seizoen bestaat uit 15 afleveringen. De eerste aflevering was op 12 december 2011 en er hebben toen 947.000 mensen gekeken naar de aflevering. De laatste aflevering was op 30 december 2011.

### Seizoen 2 (2012-2013)
In dit tweede seizoen worden twee gezinnen gevolgd, waaronder de familie Baumgard: Eugene (48 jaar) en Samantha (41 jaar) en hun 13 thuiswonende kinderen in de leeftijd van 0 t/m 22 jaar oud. Verder wordt ook de familie Deijs: Marcel (49 jaar) en Ingridt (49 jaar) en hun 12 thuiswonende kinderen gevolgd in de leeftijd van 2 t/m 28 jaar oud. Dit seizoen bestaat uit 15 afleveringen. De eerste aflevering was op 17 december 2012 en er hebben toen 838.000 mensen gekeken naar de aflevering. De laatste aflevering was op 4 januari 2013.

### Seizoen 3 (2013)
In dit derde seizoen worden twee gezinnen gevolgd, waaronder de familie Baumgard: Eugene (49 jaar) en Samantha (42 jaar) en hun 13 thuiswonende kinderen in de leeftijd van 0 t/m 22 jaar oud. Verder wordt ook de familie Deijs: Marcel (49 jaar) en Ingridt (49 jaar) en hun 12 kinderen gevolgd in de leeftijd van 3 t/m 28 jaar oud. Dit seizoen bestaat uit 15 afleveringen. De eerste aflevering was op 25 november 2013 en de laatste aflevering was op 13 december 2013.

### Seizoen 4 (2014)
In dit vierde seizoen worden drie gezinnen gevolgd, waaronder de familie Baumgard: Eugene (50 jaar) en Samantha (43 jaar) en hun 13 thuiswonende kinderen in de leeftijd van 2 t/m 22 jaar oud. Verder wordt ook de familie Deijs: Marcel (52 jaar) en Ingridt (51 jaar) en hun 12 thuiswonende kinderen gevolgd in de leeftijd van 5 t/m 30 jaar oud. Verder wordt nog de familie Quaedackers: Michel (53 jaar) en Nadine (36 jaar) en hun 11 kinderen gevolgd in de leeftijd van 0 t/m 17 jaar oud. Dit seizoen bestaat uit 7 afleveringen. De eerste aflevering was op 15 december 2014 en er hebben toen 881.000 mensen gekeken naar de aflevering. De laatste aflevering was op 23 december 2014. Michel Quaedackers overleed in januari 2019 op 57-jarige leeftijd.

### Seizoen 5 (2015)
In dit vijfde seizoen worden twee gezinnen gevolgd. Ten eerste de familie Baumgard: Eugene (51 jaar) en Samantha (44 jaar) en hun 13 thuiswonende kinderen in de leeftijd van 2 t/m 22 jaar oud. Daarnaast de familie Adema: Alex (40 jaar) en Anne (37 jaar) met hun pasgeboren vierling en twee oudere kinderen. Dit seizoen bestaat uit 5 afleveringen. De eerste aflevering was op 14 december 2015 en de laatste aflevering was op 18 december 2015.

### Seizoen 6 (2016-2017)
In dit zesde seizoen worden drie gezinnen gevolgd, waaronder de familie Vink: Willy Vink (45 jaar). Zij is een alleenstaande  moeder van 11 kinderen in de leeftijd van 10 t/m 30 jaar oud (van twee verschillende partners). Haar 6 jongste kinderen wonen nog thuis, de 5 oudsten zijn  de deur inmiddels  uit. Willy is ook nog eens oma van  8 kleinkinderen. Verder wordt ook de familie Adema: Alex (40 jaar) en Anne (37 jaar) en hun 6 thuiswonende kinderen gevolgd. De vierling van de familie is 2 jaar oud. Verder wordt ook de familie Baumgard gevolgd: Eugene (52 jaar) en Samantha (45 jaar) en hun 13 thuiswonende kinderen.
Afleveringen
| Aflevering   | Datum            | Kijkcijfers | Gebeurtenissen |
| ------------ | ---------------- | ----------- | --- |
| Aflevering 1 | 23 december 2016 | 746.000     | Dag uit het leven van de familie Vink en van de familie Adema. Daarnaast gaat de familie Baumgard naar het tuincentrum. |
| Aflevering 2 | 24 december 2016 | 601.000     | De familie Vink gaan met zijn allen naar de camping in Brabant waar ze hun eigen stacaravan hebben staan. Verder zijn er twee dochters jarig bij de familie Vink. De familie Adema gaat op vakantie naar België. En de familie Baumgard gaan op vakantie naar Duitsland. |
| Aflevering 3 | 26 december 2016 | 505.000     | De familie Vink zijn met zijn allen op de camping in Brabant. De familie Adema is op vakantie in België. De familie Baumgard is op vakantie in Duitsland |
| Aflevering 4 | 27 december 2016 | 804.000     | Dag uit het leven van de familie Vink, familie Adema en de familie Baumgard. |
| Aflevering 5 | 2 januari 2017   | 865.000     | De familie Vink gaan naar ADO Den Haag waar ze bij hoge uitzondering de heilige grasmat mogen betreden. Samantha Baumgard heeft een nieuwe hobby bedacht voor haar en Eugene: Nordic walking. Alex en Anne Adema hebben allebei een drukke baan. Hoe doen ze dat? Anne zit op hete kolen, ze heeft avonddienst, maar Alex is veel te laat. |
| Aflevering 6 | 3 januari 2017   | 795.000     | Bij de familie Vink gaat moeder Willy op stap met haar kleinkinderen en gaat helemaal los bij de bingo in Barbie’s Bar in Scheveningen.De familie Baumgard zijn op de gezonde toer en bezoeken een bio-boerderij waar ze voor het eerst van hun leven verse koeienmelk drinken. En groot feest bij de Adema’s, want de vierling wordt twee. |
| Aflevering 7 | 4 januari 2017   | 860.000     | De familie Vink heeft een familie-uitje ze gaan sumoworstelen en karten. Bij de familie Baumgard gaat moeder Samantha en haar 7 meiden ‘back to their roots’ en hijsen zich in een Koto Misi, de traditionele Surinaamse klederdracht. En Eugene gaat uit de kleren voor een sexy fotoshoot. De vierling moet voor controle naar het consultatiebureau. En Alex wil meer ‘quality-time’ met Ymre en Meike, zijn twee oudste dochters.               |
| Aflevering 8 | 5 januari 2017   | 757.000     | Bij de familie Vink gaan ze met de hele familie uiteten en maken een nieuw familieportret. Bij de familie Baumgard laat vader Eugene een grote tatoeage op zijn rug zetten. Verder gaat de familie op wintersport en krijgt moeder Samantha een sexy kalender van Eugene. Bij de familie Adema gaat vader Alex met zijn twee oudste dochters naar Londen. Anne is alleen thuis met de vierling, maar maakt tijd vrij voor haar grote hobby, zingen! |

Er keken gemiddeld 741.625 mensen naar seizoen 6.

### Seizoen 7 (2017-2018)
In dit zevende seizoen worden drie gezinnen gevolgd, waaronder de familie Adema: Alex (42 jaar) en Anne (39 jaar) en hun 6 thuiswonende kinderen. De vierling (dochters) van de familie is 3 jaar oud. Verder wordt ook de familie Lopez gevolgd, waaronder alleenstaande vader Jay (33 jaar) en zijn 5 kinderen in de leeftijd van 3 t/m 12 jaar oud. Tot slot wordt ook de familie Buddenbruck gevolgd, waaronder Rob (39 jaar) en Thaila (38 jaar) en hun 9 kinderen in de leeftijd van 2 t/m 17 jaar oud. Waarbij de oudste van 21 jaar oud niet meer thuis woont en het tiende kind op komst is.
Afleveringen
| Aflevering    | Datum            | Kijkcijfers | Gebeurtenissen |
| ------------- | ---------------- | ----------- | --- |
| Aflevering 1  | 18 december 2017 | 686.000     | Dag uit het leven van de familie Adema, familie Lopez en de familie Buddenbruck. |
| Aflevering 2  | 19 december 2017 | 709.000     | Het is zomervakantie bij alle drie de families. Bij de familie Adema gaan ze de bedjes van de kinderen openmaken aan 1 kant. Bij de familie Lopez gaan ze een dagje naar het Dolfinarium met opa en oma. Verder gaat de familie Buddenbruck niet op vakantie omdat het tiende kind elk moment kan komen. Ze hebben daarom in de achtertuin een trampoline, zwembaden en speeltoestellen voor de kinderen om zich te vermaken. |
| Aflevering 3  | 20 december 2017 | 741.000     | Bij de familie Adema gaan ze op vakantie met het hele gezin. Bij de familie Lopez vieren ze de verjaardag van zijn drie kinderen. En bij de familie Buddenbruck bevalt de moeder van het tiende kind. |
| Aflevering 4  | 21 december 2017 | 815.000     | Bij de familie Adema gaat de vierling naar peutergym. Verder gaat vader Alex samen met zijn dochter een middagje klimmen. Bij de familie Lopez gaan opa en oma van de kinderen weer terug naar Curaçao. En bij de familie Buddenbruck moeten de twee oudste zonen van 15 en 17 oud hun slaapkamer opruimen. Verder gaan de kinderen allemaal op tijd naar bed omdat de school weer gaat beginnen.                             |
| Aflevering 5  | 22 december 2017 | 760.000     | Bij de familie Adema wordt de vierling drie jaar oud en dat wordt groots gevierd. Bij de familie Lopez neemt vader Jay alle kinderen onder handen voor een knipbeurt. En bij de familie Buddenbruck wordt de verjaardag van de twee oudste zonen gevierd die 16 en 18 jaar oud worden. Daarnaast gaan vijf kinderen van het gezin tegelijk op zwemles.                                                                        |
| Aflevering 6  | 1 januari 2018   | 1.076.000   | Bij de familie Adema nemen ze een uitwisselingsmeisje erbij in het gezin voor enkele maanden. Bij de familie Lopez gaan ze met het hele gezin kleding shoppen. En bij de familie Buddenbruck wordt de jongste dochter gedoopt in de kerk. |
| Aflevering 7  | 2 januari 2018   | 922.000     | Bij de familie Adema gaat vader Alex met zijn zes dochters naar zijn ouders en zijn opa en oma voor een fotomoment. Bij de familie Lopez gaan ze op bezoek bij het pleeggezin van vader Jay en erna gaan ze met het hele gezin naar de voetbaltraining van een van de kinderen. En bij de familie Buddenbruck gaan ze op vakantie naar Slagharen attractiepark.                                                               |
| Aflevering 8  | 3 januari 2018   | 865.000     | Bij de familie Adema gaan ze met het hele gezin naar de intocht van Sinterklaas. Bij de familie Lopez gaan ze naar een hotel om daar het sinterklaasfeest te vieren. En bij de familie Buddenbruck gaan ze ook naar de intocht van sinterklaas. |
| Aflevering 9  | 4 januari 2018   | 1.004.000   | Bij de familie Adema gaat moeder Anne met haar twee oudste dochters een verwendagje tegemoet. Bij de familie Lopez nemen ze het vliegtuig naar Curaçao om daar kerst te vieren bij de ouders van Jay. En bij de familie Buddenbruck gaan ze met het hele gezin met de bus naar de stad om te shoppen. Verder gaan Rob en Thaila samen uit eten met de jongste dochter.                                                        |
| Aflevering 10 | 5 januari 2018   | 950.000     | Bij de familie Adema gaan ze met het hele gezin verkleed naar het jaarlijkse Dickensfestival. Bij de familie Lopez genieten ze van hun vakantie en kopen ze kerstspullen. En bij de familie Buddenbruck vieren ze kerst met zijn allen thuis met o.a. gourmetten. |

Er keken gemiddeld 852.500 mensen naar seizoen 7.

### Seizoen 8 (2018-2019)
In dit achtste seizoen worden drie gezinnen gevolgd, waaronder de familie Lopez: alleenstaande vader Jay (34 jaar) en zijn vijf kinderen in de leeftijd van 5 t/m 13 jaar oud. Verder wordt ook de familie Nagelkerke gevolgd, bestaande uit Jan (41 jaar) en Sofie (38 jaar) en hun acht kinderen in de leeftijd van 5 maanden t/m 13 jaar oud. Tot slot wordt ook de familie Buddenbruck gevolgd: Rob (39 jaar) en Thaila (39 jaar) en hun 10 kinderen in de leeftijd van 1 t/m 22 jaar oud. De oudste van 22 jaar oud woont niet meer thuis.
Afleveringen
| Aflevering    | Datum            | Kijkcijfers | Gebeurtenissen |
| ------------- | ---------------- | ----------- | --- |
| Aflevering 1  | 17 december 2018 | 894.000     | Bij de familie Lopez gaat de oudste dochter naar het eindfeest van de basisschool. Bij de familie Buddenbruck gaan er vijf kinderen afzwemmen voor hun zwemdiploma A. En tot slot maken we kennis met de familie Nagelkerke. |
| Aflevering 2  | 18 december 2018 | 890.000     | Bij de familie Lopez gaan ze naar Schiphol om de ouders van Jay op te halen die een paar maanden blijven logeren. Bij de familie Buddenbruck gaat de oudste zoon verkering vragen aan de vader van zijn vriendin. En de familie Nagelkerke gaat met het hele gezin naar de camping.                                                 |
| Aflevering 3  | 19 december 2018 | 974.000     | Bij de familie Lopez gaat de oudste dochter samen met haar tante een verwendagje tegemoet. Bij de familie Buddenbruck werkt de oudste zoon mee bij het bedrijf van zijn vader. En bij de familie Nagelkerke gaan ze met het hele gezin een dagje naar Volendam.                                                                     |
| Aflevering 4  | 20 december 2018 | 921.000     | Bij de familie Lopez heeft de oudste dochter haar eerste schooldag op de middelbare school. Bij de familie Buddenbruck gaan ze met het hele gezin op vakantie naar een vakantiepark. En bij de familie Nagelkerke ruimen ze hun vakantiehuisje leeg omdat de vakantie alweer voorbij is.                                            |
| Aflevering 5  | 21 december 2018 | 1.106.000   | Bij de familie Lopez gaan ze met de hele familie naar de markt om inkopen te doen voor de barbecue. Bij de familie Buddenbruck zijn ze op vakantie, maar valt de oudste thuiswonende dochter verkeerd tijdens een uitstapje. En bij de familie Nagelkerke gaat vader Jan op date met zijn oudste dochter.                           |
| Aflevering 6  | 24 december 2018 | 876.000     | Bij de familie Lopez gaan ze met het gezin cupcakes bakken. Verder gaat vader Jay stappen met zijn vrienden. Bij de familie Buddenbruck is de jongste dochter 1 jaar geworden en dat wordt groots gevierd. En bij de familie Nagelkerke is een zoon 11 jaar geworden en geeft hij een groot klassenfeest aan huis om dit te vieren. |
| Aflevering 7  | 27 december 2018 | 1.164.000   | Bij de familie Lopez nemen ze bij Schiphol afscheid van ouders van Jay. Bij de familie Buddenbruck wordt de verjaardag van vader Rob en moeder Thaila groots gevierd omdat ze beiden nu 40 jaar zijn. En bij de familie Nagelkerke spelen 6 kinderen een wedstrijd hockey.                                                          |
| Aflevering 8  | 2 januari 2019   | 1.009.000   | Bij de familie Lopez is vader Jay ook coach van een straatvoetbalteam en wordt er een voetbalwedstrijd gespeeld. Bij de familie Buddenbruck gaan Rob en Thaila voor het eerst samen een weekendje weg, zonder de kinderen. En bij de familie Nagelkerke is er de zondag waar veel tijd is voor gezelligheid en lekker eten.         |
| Aflevering 9  | 3 januari 2019   | 1.174.000   | Bij de familie Lopez is vader Jay op advies van zijn moeder aan het online daten gegaan. Bij de familie Buddenbruck gaan ze op huizenjacht in Duitsland. Ook gaat Thaila op zoek naar een trouwjurk. En bij de familie Nagelkerke gaat het hele gezin op bezoek bij de tandarts voor een controle.                                  |
| Aflevering 10 | 4 januari 2019   | 1.259.000   | Bij de familie Lopez gaat vader Jay aan het speeddaten en wordt kerst uitgebreid gevierd. Bij de familie Buddenbruck geven Rob en Thaila elkaar nogmaals het jawoord in de kerk. Ook is er een groot feest om dit te vieren. En bij de familie Nagelkerke vieren ze kerst met het hele gezin en opa en oma.                         |

Er keken gemiddeld 1.026.700 mensen naar seizoen 8.

### Seizoen 9 (2019)
In dit negende seizoen worden drie gezinnen gevolgd, waaronder de familie Buddenbruck met Rob (41 jaar) en Thaila (40 jaar) en hun tien kinderen. Verder wordt ook de familie Kraan gevolgd, bestaande uit Ivan (44 jaar) en Linda (39 jaar) en hun  zeven kinderen in de leeftijd van 2 t/m 18 jaar. Hiervan zijn er twee kinderen van Linda en één van Ivan. Ze zijn twaalf jaar samen en hebben vier kinderen gekregen. Tot slot wordt ook de familie Jelies gevolgd: Johan (42 jaar) en Janneke (36 jaar) en hun acht kinderen in de leeftijd van 0 t/m 12 jaar oud.
Afleveringen
| Aflevering    | Datum            | Kijkcijfers | Gebeurtenissen |
| ------------- | ---------------- | ----------- | --- |
| Aflevering 1  | 16 december 2019 | 1.296.000   | Bij de familie Buddenbruck wordt bekendgemaakt dat er een elfde kind op komst is. Verder maken we kennis met de familie Jelies en de familie Kraan. |
| Aflevering 2  | 17 december 2019 | 1.031.000   | Bij de familie Buddenbruck wordt het geslacht van het elfde kindje bekendgemaakt en wordt er verhuisd naar de nieuwe woning. Verder gaat de familie Kraan op vakantie. En tot slot zien we een dag uit het leven van de familie Jelies. |
| Aflevering 3  | 18 december 2019 | 932.000     | De familie Kraan vertrekt voor het eerst in jaren weer op een gezamenlijke vakantie naar Luxemburg. |
| Aflevering 4  | 19 december 2019 | 991.000     | De familie Kraan gaat boodschappen doen. Alleen is dat niet makkelijk met 7 kinderen. De familie Jelies gaat met z'n allen naar de tandarts. De familie Buddenbruck heeft verhuisstress. De twee oudste zonen hebben hier geen last van, een ruzie was zó hoog opgelopen dat zij achterbleven in Heerlen.                                  |
| Aflevering 5  | 20 december 2019 | 1.030.000   | De familie Kraan is weer terug uit Luxemburg. Linda is onverwachts zwanger. De familie Buddenbruck gaat kamperen in eigen tuin, al was dat niet zo'n goed idee. En de familie Jelies doet mee aan de jaarlijkse optocht. Met hun eigen gemaakte praalwagen trekken ze alle aandacht.                                                       |
| Aflevering 6  | 23 december 2019 | 1.129.000   | Bij de familie Kraan maken Linda en Ivan bekend dat er een achtste kind op komst is. Bij de familie Buddenbruck is de zomervakantie voorbij en gaan de kinderen weer naar school. De familie Jelies geniet van vakantie in eigen land en maakt een boottochtje.                                                                            |
| Aflevering 7  | 24 december 2019 | 926.000     | Bij de familie Kraan is het zaterdagmiddag en gaat Linda boodschappen doen, Ivan maakt het huis schoon. Bij de familie Buddenbruck is Thaila op het einde van haar zwangerschap. Bij de familie Jelies wordt de kamerverdeling in huis veranderd.                                                                                          |
| Aflevering 8  | 25 december 2019 | 651.000     | Bij de familie Kraan worden de verjaardagen van alle zeven kinderen gevierd bij de kinderboerderij. Ook gaan Linda en Ivan naar de verloskundige voor een echo. Bij de familie Buddenbruck is Thaila met spoed opgenomen in het ziekenhuis. Johan en Janneke Jelies gaan uiteten. Ook gaan Johan met oudste dochter winkelen.              |
| Aflevering 9  | 26 december 2019 | 810.000     | Bij de familie Kraan gaan Linda en haar oudste dochter een dagje winkelen en laten zich goed verwennen. Verder wordt het vierjarige huwelijksjubileum van Linda en Ivan gevierd. Bij de familie Buddenbruck is het elfde kindje geboren in het ziekenhuis. En bij de familie Jelies gaat Janneke weer werken en past Johan op de kinderen. |
| Aflevering 10 | 28 december 2019 | 969.000     | Bij de familie Kraan gaan ze een weekendje weg naar een pretpark. Bij de familie Buddenbruck is Thaila druk in de weer met de baby en het huishouden. Ook wordt er kerst gevierd. Bij de familie Jelies krijgt de jongste dochter gaatjes, maken alle kinderen hun eigen kerststukje en wordt Kerst gevierd.                               |

Er keken gemiddeld 976.500 mensen naar seizoen 9.

### Seizoen 10 (Zomer 2020)
In het tiende seizoen wordt, vanwege de coronacrisis, halverwege 2020 een inkijkje gegeven in de 'lockdownlevens' van vijf families uit de geschiedenis van het programma. Hieronder vallen de drie huidige gezinnen: familie Buddenbruck, familie Kraan en familie Jelies. Ook keren de families Baumgard en Quaedackers in deze speciale serie terug. Vanwege de coronamaatregelen filmen de families nagenoeg alles zelf.
Afleveringen
| Aflevering    | Datum        | Kijkcijfers | Gebeurtenissen |
| ------------- | ------------ | ----------- | --- |
| Aflevering 1  | 13 juli 2020 | 800.000     | Bij de familie Buddenbruck is Thaila druk met het geven van thuisonderwijs. Verder wordt er bekendgemaakt dat er een kleinkind op komst is van de oudste zoon. Verder zien we de familie Baumgard waar al een paar jaar geleden een kleinkind geboren is. Ook zet de familie zich in voor het maken en verspreiden van voedselpakketten. Tot slot zien we de familie Jelies waarbij Janneke ook druk is met het geven van thuisonderwijs. |
| Aflevering 2  | 14 juli 2020 | 841.000     | Bij de familie Jelies wordt de verjaardag van de oudste dochter gevierd. Ook volgen ze met zijn allen de kerkdienst vanuit huis en wordt er Pasen gevierd. Bij de familie Buddenbruck wordt er thuis een aantal kinderen geknipt. Verder wordt het geslacht van het eerste kleinkind bekendgemaakt en gevierd. Tot slot zien we bij de familie Baumgard welke gebeurtenissen er zich de afgelopen jaren hebben afgespeeld. |
| Aflevering 3  | 15 juli 2020 | 795.000     | Bij de familie Baumgard wordt er thuis geknipt. Bij de familie Jelies wordt de verjaardag van een van de kinderen gevierd. Ook krijgen de kinderen biologieles van Johan. En bij de familie Buddenbruck zijn ze in en om het huis druk bezig. |
| Aflevering 4  | 16 juli 2020 | 887.000     | Bij de familie Jelies wordt Koningsdag gevierd. Verder gaan ze aan de slag met de boot die Johan heeft aangeschaft. Bij de familie Baumgard gaan ze een bootcamp training doen, en vieren ze Moederdag. Tot slot zien we bij de familie Quaedackers welke gebeurtenissen er zich de afgelopen jaren hebben afgespeeld. |
| Aflevering 5  | 17 juli 2020 | 813.000     | Bij de familie Jelies wordt een bijzondere dag gevierd. Johan en Janneke Jelies zijn 15 jaar getrouwd. Maar door de coronacrisis moeten ze dit op een andere manier vieren dan normaal. Bij de familie Baumgard is er een speciale dag aangebroken voor vader Eugene. Niet alleen omdat hij jarig is, maar ook omdat hij weer naar de kapper mag! |
| Aflevering 6  | 20 juli 2020 | 779.000     | Nadine Quaedackers roept de hulp in van een medium om erachter te komen of er nog kans bestaat op een nieuwe liefde. De kinderen van de familie Jelies mogen weer naar school. Maar na al die tijd quarantaine valt dat nog best tegen. En na al die tijd quarantaine moeten Rob en Thaila Buddenbruck uitvechten wie er naar de supermarkt mag. Als Rob de boodschappen naar eigen inbreng heeft gedaan, valt dat bij Thaila helemaal verkeerd. Ook gaat de familie Buddenbruck op bezoek bij oma Astrid.                                                                                 |
| Aflevering 7  | 21 juli 2020 | 816.000     | Er is babynieuws bij de familie Kraan uit Boskoop. We maken kennis met de in coronatijd geboren Sara Kraan. Helaas ervaart Linda haar kraamperiode totaal anders en moet ze zich weten te transformeren tot juf en politieagent. Miguel en Chayenna Buddenbruck hebben besloten te gaan trouwen. Rob en Miguel gaan samen op zoek naar een pak, terwijl Chayenna en Thaila een jurk gaan uitzoeken! |
| Aflevering 8  | 22 juli 2020 | 901.000     | Het is inmiddels 1,5 jaar geleden dat Michel Quaedackers plotseling overleed aan een hartstilstand. Maar ondanks dat blijft de familie aan hem denken. En alsof thuisquarantaine nog niet zwaar genoeg is, belandt Xaviée in het gips. De familie Buddenbruck gaat barbecueën, maar dan blijkt toch dat je je met zoveel mensen in een huis toch best alleen kan voelen. En bij de familie Kraan beginnen de voorbereidingen voor de verhuizing! |
| Aflevering 9  | 23 juli 2020 | 808.000     | Eindelijk is het zover: De familie Buddenbruck gaat naar het pretpark! Gewapend met mondkapjes vertrekt de familie naar het pretpark. Alleen blijkt een dagje uit voor Xaviée niet helemaal perfect. De familie Baumgard brengt een bezoekje aan het verpleeghuis én Ronnie Flex! Sam en Quinten Kraan wachten in spanning tot ze zijn geslaagd. Linda en Ivan hebben alvast een verrassing geregeld. Maar of dat door kan gaan? |
| Aflevering 10 | 24 juli 2020 | 774.000     | Miguel Buddenbruck bereidt in het geheim een huwelijksaanzoek voor. De nietsvermoedende Chayenna wordt vakkundig weggelokt door moeder Thaila. De familie Baumgard gaat naar het strand en blikt terug op een bijzondere periode en vooruit. Ook gaat oudste dochter Tyrona kijken voor een nieuw huis. Shayrlean sluit ook een hoofdstuk af als ze een voor haar bijzondere tattoo laat zetten. De familie Kraan krijgt de sleutel van hun nieuwe huis. En Linda krijgt ook nog eens een hartverwarmende verrassing van haar familie en vrienden na een zware kraamperiode in coronatijd. |

Er keken gemiddeld 821.400 mensen naar seizoen 10.

### Seizoen 11 (Winter 2020-2021)
Afleveringen
| Aflevering    | Datum            | Kijkcijfers | Gebeurtenissen |
| ------------- | ---------------- | ----------- | --- |
| Aflevering 1  | 21 december 2020 | 1.194.000   | Xaviee Buddenbruck zich klaar voor een bezoekje aan het ziekenhuis. Hij hoopt eindelijk te worden verlost van het gips om zijn enkel. Schoondochter Chayenna is inmiddels 28 weken zwanger en aanstaande vader Miguel mag vandaag voor het eerst zijn aanstaande dochter bewonderen. In Boskoop werken Ivan en Linda Kraan zich in het zweet. Over een paar weken verhuist het samengestelde gezin namelijk naar een nieuwe woning. Ook bij de familie Jelies wordt er hard gewerkt. Vader Johan zwoegt in de tuin om deze zo snel mogelijk af te hebben en krijgt daarbij hulp van zijn handige zoon Harrie. |
| Aflevering 2  | 22 december 2020 | 1.322.000   | Bij de familie Kraan is de dag van de grote verhuizing aangebroken. Iedereen is al vroeg uit de veren en moet de handen uit de mouwen steken. In Tollebeek staat de vakantie bijna voor de deur. Maar het gezin kan nog niet op vakantie gaan. Het huis moet eerst, volgens Urker gebruik, nog helemaal spik en span worden gemaakt. Maar niet iedereen werkt even goed mee. Bij de Buddenbrucks staat er een bijzondere dag op de agenda. Miguel en Chayenna gaan in ondertrouw. Voor Rob verloopt de dag iets minder voorspoedig als hij te maken krijgt met een speeltoestel als klusproject. |
| Aflevering 3  | 23 december 2020 | 1.106.000   | In Tollebeek is het vroeg dag. De familie Jelies gaat op vakantie naar Oostenrijk maar onderweg verloopt het niet zoals Johan en Janneke van tevoren bedacht hadden. In Duitsland zorgt moeder en ervaringsdeskundige Thaila Buddenbruck voor de nodige voorbereidingen en extra informatie omtrent de zwangerschap en bevalling van de aanstaande ouders. Ze stuurt haar oudste zoon en schoondochter naar een zwangerschapscoach. Bij de Kraantjes is voor twee dochters een spannende tijd aangebroken. Oudste dochter Marlynn moet het allemaal alleen zien te rooien en jongste dochter Sara gaat naar het ziekenhuis. |
| Aflevering 4  | 24 december 2020 | 1.020.000   | In Duitsland staat het aanstaande echtpaar een grote verrassing te wachten wanneer blijkt dat Rob en Thaila Buddenbruck een vrijgezellenfeest hebben georganiseerd. Of dat goed uitpakt is nog maar de vraag. Bij de familie Jelies zit de vakantiestemming er goed in. Ze benutten alle vrije tijd met elkaar en genieten van het mooie Oostenrijkse landschap. Een kerkbezoek mag dan uiteraard niet ontbreken. Ook de familie Kraan is op vakantie, zij zijn in Luxemburg. Iedereen geniet van het buitenleven op de camping, terwijl Julia en Stan een verrassing voorbereiden. Maar zal dat wel goed uitpakken? |
| Aflevering 5  | 25 december 2020 | 806.000     | De vakantie van de familie Kraan is bijna ten einde. Met het hele gezin willen ze daarom nog een gezellig dagje op pad maar of deze dag nou echt goed verloopt... Bij de familie Buddenbruck is de spanning aangebroken. Chayenna is opgenomen in het ziekenhuis en Miguel kan elk moment vader worden, maar zijn ze er wel klaar voor? Ook bij de familie Jelies is de vakantie bijna ten einde. Aida gaat naar de middelbare school, dus vader Johan neemt haar mee op date en voorziet haar van goed vaderlijk advies. |
| Aflevering 6  | 28 december 2020 | 1.362.000   | In Tollebeek is het normale leven weer begonnen. De kinderen moeten namelijk weer naar school. Voor Aida is het een spannende dag nu ze voor het eerst naar de middelbare school. Oudste dochter Jennie geeft haar nog wat handige tips. Ook de familie Kraan haalt de laatste schoolspullen in huis voor de kinderen. Oudste dochter Marlynn wil graag op zichzelf gaan wonen en heeft een bezichtiging geregeld. Maar is dit nou echt wat ze zoekt? In Duitsland is het een bijzondere dag. Het hele huis is in rep en roer want er wordt kennisgemaakt met het allernieuwste Buddenbruck-telg. |
| Aflevering 7  | 29 december 2020 | 1.241.000   | In Duitsland wordt het nou toch echt eens tijd voor het leren van de Duitse taal maar of iedereen daar op zit te wachten is de vraag. De voorbereidingen voor het huwelijk zijn in volle gang. Rob en Thaila zijn tegen een hoop bestand maar kunnen ze deze stress ook aan? Bij de familie Jelies staat er een dagje uit op de planning. En traditie is traditie! Ieder Urker gezin moet natuurlijk een dagje weg zijn geweest met de veerboot van Urk naar Enkhuizen. In Boskoop is de schoolvakantie ook weer ten einde gekomen. Vooral voor Anne wordt het een heel spannende dag. Zij gaat voor het eerst naar de basisschool. Ook Olav moet eraan geloven en gaat naar de peuterspeelzaal maar is moeder Linda hier wel klaar voor? |
| Aflevering 8  | 30 december 2020 | 1.165.000   | De hele familie Kraan moet aan de bak wanneer oudste dochter Marlynn op zichzelf wil gaan wonen. Ze wil graag verhuizen maar er moet nog een hele hoop gebeuren voordat ze daadwerkelijk kan gaan wonen in haar nieuwe stekkie. In Hückelhoven is de ochtend van het huwelijk aangebroken. De spanning is in het hele huis te voelen en de meeste Buddenbrucks staan ook vol van de zenuwen. Komt het allemaal goed? Belangrijker nog; Komt iedereen wel op tijd? In Tollebeek zorgt moeder Janneke voor een extra les in het huishouden en moeten pubers Aida en Jennie zichzelf bewijzen |
| Aflevering 9  | 31 december 2020 | 1.039.000   | In Duitsland is het feest want Miguel en Chayenna hebben hun ja-woord gegeven. Iedereen kan na alle stress dan echt gaan genieten van de feestelijke dag. De familie Jelies wordt op het matje geroepen bij de tandarts. Ze staan bekend om hun gaatjes en alle kinderen moeten daarom ook op poetscursus. Daarnaast is het gezin ook druk in de weer met een zoektocht naar een nieuw gezinslid. In Boskoop verlaat Marlynn het warme nest. De hele familie helpt mee met de verhuizing maar dan opeens wordt het Marlynn toch allemaal een beetje te veel. Het coronavirus laait weer op en ook daar ontkomt de familie Kraan niet aan. |
| Aflevering 10 | 1 januari 2021   | 1.151.000   | De feestdagen zijn aangebroken in Duitsland en de kerstbingo is al in volle gang. En de Buddenbruck kinderen hebben onder leiding van Thaila genoeg lekkers gemaakt maar of dit veilig en wel gegeten kan worden is nog maar de vraag. Het is een spannende dag voor jongste dochter Sara. Wordt zij na al die maanden verlost van haar spreidbroekje of moet ze het er toch nog een tijdje mee doen? Ook de familie Kraan pakt deze feestdagen goed uit. Aan gezelligheid geen gebrek. Zeker niet, wanneer de karaokemachine eraan te pas komt. In Tollebeek gaat moeder Janneke met haar oudste dochters shoppen en wordt het vele sporten dan eindelijk beloond. Ook bij de familie Jelies staan de feestdagen voor de deur. Het is extra gezellig gemaakt onder de nieuwe overkapping. Als klap op de vuurpijl hebben Johan en Janneke nog een verrassing voor hun kroost. |

Er keken gemiddeld 1.140.600 mensen naar seizoen 11.

### Seizoen 12 (Zomer 2021)
Afleveringen
| Aflevering    | Datum            | Kijkcijfers | Gebeurtenissen |
| ------------- | ---------------- | ----------- | --- |
| Aflevering 1  | 14 augustus 2021 | 675.000     | Nieuw dit seizoen is de familie Cudogham die met zijn negenen in hartje Amsterdam wonen met uitzicht op het IJ. De kinderen worden van school gehaald en jawel, dit gebeurt natuurlijk geheel in stijl; op de fiets. De komst van het negende kindje bij de familie Jelies komt al dichterbij. De interne verhuizing gaat beginnen. De slaapkamer van Johan en Janneke verhuist naar de speelkamer en ook bij de kinderen wordt er onderling gewisseld. Over de grens in Duitsland woont de familie Buddenbruck. Er is wederom sprake van gezinsuitbreiding. Naast al die kinderen zijn er nu twee trouwe viervoeters bij gekomen. Ook zijn zowel Thaila als Xavieé, dankzij de sportruimte in de kelder, een hele metamorfose doorgegaan. |
| Aflevering 2  | 16 augustus 2021 | 881.000     | De familie Cudogham steekt de handjes uit de mouwen bij de verhuizing van opa. Met de huurauto volgeladen vertrekt de voltallige familie richting het huis van opa. Sinds lange tijd zijn de kappers weer open. Tijd voor de familie Jelies om wat aan de coronakapsels te veranderen. Vooral Johan kan met zijn lange haar wel een knipbeurt gebruiken. Maar ook Janneke pakt dit keer uit! Samen met haar oudste dochters gaat ze in de verf. Ondanks dat Rob en Thaila Buddenbruck erg blij zijn met hun grote huis in Duitsland gaat het paar wederom op huizenjacht. |
| Aflevering 3  | 17 augustus 2021 | 1.008.000   | Waar in Nederland begin april de hekken van dierentuinen nog gesloten zijn, zijn de dierentuinen in Duitsland wel open. Voor de familie Buddenbruck staat er daarom een dagje uit op het programma. Jennie en Aida moeten aan de bak voor hun bijbaantjes. Jennie werkt in de snackbar en Aida zorgt ervoor dat de tattooshop spik en span is. Voor Iven en Cynthia is het een spannende dag. Er staat een afspraak met de verloskundige voor de eerste echo van hun achtste kindje op de planning. En de familie Adema is weer terug van weggeweest. Alex en Anne moeten vanwege de coronamaatregelen beiden thuiswerken. |
| Aflevering 4  | 19 augustus 2021 | 904.000     | In Bathmen zijn de vrouwen beneden al aan het ontbijt, terwijl vader Alex nog op één oor ligt, maar niet voor lang. De vierling vindt het hoog tijd dat hun vader wakker wordt en maken met liefde een ontbijtje voor hem klaar. Ook in Amsterdam is het bij de familie Cudogham al vroeg dag. De kinderen moeten namelijk gewoon naar school. Bij de familie Jelies staat er een echo op de planning en gelukkig mag Johan dit keer mee. In Duitsland wordt het hele gezin aangestoken door het fanatieke sporten van Thaila en Xavieé. Ook Rob trekt zijn trainingspak en sportschoenen uit de kast voor een boks training. |
| Aflevering 5  | 20 augustus 2021 | 820.000     | Het is feest in de hoofdstad van Nederland. De, in het oranje gehulde, familie Cudogham gaat weloverwogen de stad in om de verjaardag van de koning te vieren. De Adema's hebben nieuwe schoenen nodig en er staat een bezoekje aan de kapper op het programma. Dat de vierling steeds meer van elkaar gaat verschillen zien we terug in hun keuze bij de kapper. Bij de familie Jelies moet Harrie naar logopedie en in de slaapkamer van Johan en Janneke wordt de nieuwe vloerbedekking gelegd. Ook bij de familie Buddenbruck wordt er geklust. De babykamer van Dévaugn wordt omgetoverd tot een echte kinderkamer. |
| Aflevering 6  | 23 augustus 2021 | 928.000     | De familie Cudogham gaat op vakantie naar de Hollandse kust. Met een door Iven vakkundig volgeladen huurbusje vertrekt de familie naar Schoorl. In Tollebeek is het de eerste schooldag van Janna Jelies. Een bijzonder moment voor moeder Janneke omdat ze dan, totdat de negende telg komt, nog maar één kleintje thuis heeft. Hoe zou de kleine Janna het op haar eerste schooldag hebben gehad? De familie Adema is druk met de voorbereiding van een heel speciaal bezoek. Na vijf maanden komen opa en oma Adema eindelijk weer op visite. Zij hebben hun vaccinatie gehad en kunnen niet wachten de kleinkinderen weer te knuffelen.                                                                                                |
| Aflevering 7  | 24 augustus 2021 | 789.000     | Meike Adema vertrekt samen met vader Alex naar Amsterdam voor een musicalauditie. De eerste Vaderdag van Miguel Buddenbruck. Thaila heeft een onvergetelijk cadeau geregeld. Met de hele familie doen ze een fotoshoot om zich voor dit bijzondere moment te laten vastleggen. De familie Cudogham vertoeft nog steeds in Schoorl. De grote kinderen wagen zich aan een eerste surfles. De familie Jelies zet de hoogzwangere Janneke in het zonnetje. Nu het nog kan gaan ze met z'n allen een dagje naar een grote speeltuin om nog wat tijd met elkaar door te brengen voordat de negende telg komt. |
| Aflevering 8  | 25 augustus 2021 | 915.000     | Het is Vaderdag in huize Buddenbruck, een uitgelezen moment om vader Rob eens even flink in het zonnetje te zetten. In Bathmen wordt er geklust op de kamer van de vierling. Hun kledingkast is namelijk veel te klein geworden en dus wordt het tijd voor een nieuwe. Cynthia Cudogham heeft na haar miskraam een paar pittige maanden gehad. Iven en de kinderen besluiten dat het tijd wordt om haar eens even te verwennen. Bij de familie Jelies staat hun favoriete hobby op het programma; voetbal. Aida, Jantine, Albertine en Harrie hebben een voetbaldag bij hun clubje. Moeder Janneke kan het niet laten om even te gaan kijken.                                                                                              |
| Aflevering 9  | 26 augustus 2021 | 906.000     | Thaila en Xaviée Buddenbruck zijn het afgelopen jaar samen meer dan 50 kilo afgevallen. Dit betekent dat hun kleren allemaal veel te groot zijn en het tijd is voor een nieuwe garderobe. Bij familie Jelies wordt volgens Urker gebruik het huis 'knap' gemaakt. Alles moet spik en span zijn voor het nieuwe familielid zijn of haar aantrede maakt. Familie Adema gaat een dagje naar een pretpark met Meike en de vierling. De Cudogham kinderen waren al heel vroeg wakker omdat de jaarlijkse logeerpartij van hond Noortje op het programma staat. Met de hele familie gaan ze het beestje ophalen. |
| Aflevering 10 | 27 augustus 2021 | 931.000     | Bij familie Jelies wordt hun negende telg geboren. Zou Harrie dan toch eindelijk een broertje krijgen? Feest in Amsterdam. Oudste zoon Jazz Cudogham is geslaagd voor zijn eindexamen. Hij wordt verrast met een vaartocht door de Amsterdamse grachten. Het is de verjaardag van Ymre Adema. Ze wil later dolgraag valkenier worden. Dat bracht Alex op het idee om een roofvogelworkshop met haar te gaan volgen. Een bijzondere dag in Huckelhoven. Rob en Thaila Buddenbruck zijn 25 jaar bij elkaar en dat vieren ze met een feest voor vrienden en familie. Weten zij na al die jaren wat Rob en Thaila hun geheim is? |

Er keken gemiddeld 875.700 mensen naar seizoen 12.  

### Seizoen 13 (Winter 2021-2022)
| Aflevering    | Datum            | Kijkcijfers |
| ------------- | ---------------- | ----------- |
| Aflevering 1  | 20 december 2021 | 1.102.000   |
| Aflevering 2  | 21 december 2021 | 1.115.000   |
| Aflevering 3  | 22 december 2021 | 1.067.000   |
| Aflevering 4  | 23 december 2021 | 1.041.000   |
| Aflevering 5  | 24 december 2021 | 992.000     |
| Aflevering 6  | 27 december 2021 | 896.000     |
| Aflevering 7  | 28 december 2021 | 1.005.000   |
| Aflevering 8  | 29 december 2021 | 954.000     |
| Aflevering 9  | 30 december 2021 | 908.000     |
| Aflevering 10 | 31 december 2021 | 846.000     |

Er keken gemiddeld 992.600 mensen naar seizoen 13.

### Seizoen 14 (Zomer 2022)
| Aflevering    | Datum           | Kijkcijfers |
| ------------- | --------------- | ----------- |
| Aflevering 1  | 26 juli 2022    | 1.085.000   |
| Aflevering 2  | 27 juli 2022    | 1.028.000   |
| Aflevering 3  | 28 juli 2022    | 1.049.000   |
| Aflevering 4  | 29 juli 2022    | 788.000     |
| Aflevering 5  | 30 juli 2022    | 781.000     |
| Aflevering 6  | 1 augustus 2022 | 857.000     |
| Aflevering 7  | 2 augustus 2022 | 770.000     |
| Aflevering 8  | 3 augustus 2022 | 805.000     |
| Aflevering 9  | 4 augustus 2022 | 853.000     |
| Aflevering 10 | 5 augustus 2022 | 888.000     |

Er keken gemiddeld 890.400 mensen naar seizoen 14.

### Seizoen 15 (Winter 2022-2023)
| Aflevering    | Datum            | Kijkcijfers |
| ------------- | ---------------- | ----------- |
| Aflevering 1  | 25 december 2022 | 900.000     |
| Aflevering 2  | 26 december 2022 | 916.000     |
| Aflevering 3  | 29 december 2022 | 1.073.000   |
| Aflevering 4  | 30 december 2022 | 954.000     |
| Aflevering 5  | 31 december 2022 | 799.000     |
| Aflevering 6  | 2 januari 2023   | 1.210.000   |
| Aflevering 7  | 3 januari 2023   | 1.370.000   |
| Aflevering 8  | 4 januari 2023   | 1.261.000   |
| Aflevering 9  | 5 januari 2023   | 1.287.000   |
| Aflevering 10 | 7 januari 2023   | 1.055.000   |

Er keken gemiddeld 1.082.500 mensen naar seizoen 15.

### Seizoen 16 (Zomer 2023)
| Aflevering    | Datum            | Kijkcijfers |
| ------------- | ---------------- | ----------- |
| Aflevering 1  | 28 augustus 2023 | 1.528.000   |
| Aflevering 2  | 29 augustus 2023 | 1.352.000   |
| Aflevering 3  | 30 augustus 2023 | 1.309.000   |
| Aflevering 4  | 31 augustus 2023 | 1.279.000   |
| Aflevering 5  | 1 september 2023 | 1.245.000   |
| Aflevering 6  | 4 september 2023 | 1.220.000   |
| Aflevering 7  | 5 september 2023 | 1.110.000   |
| Aflevering 8  | 6 september 2023 | 1.021.000   |
| Aflevering 9  | 7 september 2023 | 932.000     |
| Aflevering 10 | 8 september 2023 | 1.036.000   |

Er keken gemiddeld 1.203.200 mensen naar seizoen 16.

### Seizoen 17 (Winter 2024)
| Aflevering    | Datum           | Kijkcijfers |
| ------------- | --------------- | ----------- |
| Aflevering 1  | 1 januari 2024  | 1.377.000   |
| Aflevering 2  | 2 januari 2024  | 1.468.000   |
| Aflevering 3  | 3 januari 2024  | 1.340.000   |
| Aflevering 4  | 4 januari 2024  | 1.301.000   |
| Aflevering 5  | 5 januari 2024  | 1.286.000   |
| Aflevering 6  | 8 januari 2024  | 1.343.000   |
| Aflevering 7  | 9 januari 2024  | 1.304.000   |
| Aflevering 8  | 10 januari 2024 | 1.300.000   |
| Aflevering 9  | 11 januari 2024 | 1.259.000   |
| Aflevering 10 | 12 januari 2024 | 1.299.000   |

Er keken gemiddeld 1.327.700 mensen naar seizoen 17.

### Seizoen 18 (Zomer 2024)
| Aflevering    | Datum            | Kijkcijfers |
| ------------- | ---------------- | ----------- |
| Aflevering 1  | 19 augustus 2024 | 1.675.000   |
| Aflevering 2  | 20 augustus 2024 | 1.686.000   |
| Aflevering 3  | 21 augustus 2024 | 1.670.000   |
| Aflevering 4  | 22 augustus 2024 | 1.688.000   |
| Aflevering 5  | 23 augustus 2024 | 1.694.000   |
| Aflevering 6  | 26 augustus 2024 | 1.619.000   |
| Aflevering 7  | 27 augustus 2024 | 1.533.000   |
| Aflevering 8  | 28 augustus 2024 | 1.476.000   |
| Aflevering 9  | 29 augustus 2024 | 1.478.000   |
| Aflevering 10 | 30 augustus 2024 | 1.526.000   |

Er keken gemiddeld 1.604.500 mensen naar seizoen 18.

### Seizoen 19 (Winter 2024-2025)
| Aflevering    | Datum            | Kijkcijfers | Aflevering    | Datum           | Kijkcijfers |
| ------------- | ---------------- | ----------- | ------------- | --------------- | ----------- |
| Aflevering 1  | 23 december 2024 | 1.303.000   | Aflevering 11 | 6 januari 2025  | 1.314.000   |
| Aflevering 2  | 24 december 2024 | 1.270.000   | Aflevering 12 | 7 januari 2025  | 1.340.000   |
| Aflevering 3  | 25 december 2024 | 1.166.000   | Aflevering 13 | 8 januari 2025  | 1.201.000   |
| Aflevering 4  | 26 december 2024 | 1.070.000   | Aflevering 14 | 9 januari 2025  | 1.201.000   |
| Aflevering 5  | 27 december 2024 | 1.298.000   | Aflevering 15 | 11 januari 2025 | 1.201.000   |
| Aflevering 6  | 30 december 2024 | 1.260.000   | Aflevering 16 | 13 januari 2025 | 1.362.000   |
| Aflevering 7  | 31 december 2024 | 919.000     | Aflevering 17 | 14 januari 2025 | 1.213.000   |
| Aflevering 8  | 1 januari 2025   | 1.003.000   | Aflevering 18 | 15 januari 2025 | 1.246.000   |
| Aflevering 9  | 2 januari 2025   | 1.371.000   | Aflevering 19 | 16 januari 2025 | 1.286.000   |
| Aflevering 10 | 3 januari 2025   | 1.280.000   | Aflevering 20 | 17 januari 2025 | 1.323.000   |

Er keken gemiddeld 1.231.350 mensen naar seizoen 19.

### Seizoen 20 (Zomer 2025)
| Aflevering    | Datum            | Kijkcijfers | Aflevering    | Datum            | Kijkcijfers |
| ------------- | ---------------- | ----------- | ------------- | ---------------- | ----------- |
| Aflevering 1  | 4 augustus 2025  | 1.162.000   | Aflevering 11 | 18 augustus 2025 |             |
| Aflevering 2  | 5 augustus 2025  | 1.183.000   | Aflevering 12 | 19 augustus 2025 |             |
| Aflevering 3  | 6 augustus 2025  | 1.069.000   | Aflevering 13 | 20 augustus 2025 |             |
| Aflevering 4  | 7 augustus 2025  | 1.153.000   | Aflevering 14 | 21 augustus 2025 |             |
| Aflevering 5  | 8 augustus 2025  | 1.035.000   | Aflevering 15 | 22 augustus 2025 |             |
| Aflevering 6  | 9 augustus 2025  | 802.000     | Aflevering 16 | 25 augustus 2025 |             |
| Aflevering 7  | 11 augustus 2025 | 1.129.000   | Aflevering 17 | 26 augustus 2025 |             |
| Aflevering 8  | 12 augustus 2025 | 977.000     | Aflevering 18 | 27 augustus 2025 |             |
| Aflevering 9  | 14 augustus 2025 |             | Aflevering 19 | 28 augustus 2025 |             |
| Aflevering 10 | 15 augustus 2025 |             | Aflevering 20 | 29 augustus 2025 |             |

## Een Huis vol kerst
Op 26 december 2021 werd er een kersteditie van Een huis vol uitgezonden. In deze special verzorgen drie families een kerstdiner voor mensen die een warm gezelschap verdienen. Familie Cudogham regelt speelgoed voor mensen in de daklozenopvang. De familie Buddenbruck organiseren in hun eigen tuin een Winter Wonderland voor arme gezinnen. De familie Jelies voeren het kerstverhaal op voor ouderen uit Tollebeek. Deze kerstaflevering werd door 842.000 mensen bekeken. 

## Een huis vol emigreert

### Seizoen 1
In 2024 verscheen er een speciale serie van Een huis vol, genaamd: Een huis vol emigreert. In deze speciale serie volgen we de familie Jelies en de familie Kraan terwijl ze hun levens in Nederland achter zich laten en een avontuur aangaan in het buitenland. Waar de familie Jelies Tollebeek gaat verlaten om hun Spaanse droom te verwezenlijken, volgen we de familie Kraan tijdens hun emigratie naar Luxemburg, waar ze een camping gaan runnen.
De familie Jelies naar Spanje; Het is altijd al een grote droom van Johan en Janneke Jelies geweest: met hun 9 kinderen emigreren naar Spanje. Het land waar ze vroeger, destijds met zeven kinderen, zijn geweest en er toen direct verliefd op werden. Niet veel later is het idee ontstaan om de stap te zetten naar Spanje. Hun huis in Tollebeek is verkocht en de tijd begint te dringen. Lukt het ze om een huis te vinden waar diezelfde verliefde gevoelens weer naar boven komen? En wat zijn de plannen voor als ze er straks daadwerkelijk zijn?
De familie Kraan naar Luxemburg; De familie Kraan ziet geen toekomst voor zichzelf en hun kinderen in Nederland. Bovendien wil vader Ivan meer tijd doorbrengen met zijn gezin. Ze hebben het oog laten vallen op een camping, waar ze als beheerder aan de slag gaan. Dat betekent dat ze verantwoordelijk zijn bij alles wat er komt kijken bij het runnen van een camping. Van schoonmaken, tuinieren, de receptie runnen tot de keuken en het terras. En dat terwijl vader Ivan en moeder Linda ook het gezin draaiende moeten houden.
| Aflevering    | Gebeurtenissen | Uitzenddatum     | Kijkcijfers |
| ------------- | --- | ---------------- | ----------- |
| Aflevering 1  | In Tollebeek bereiden Johan en Janneke Jelies zich voor op hun vlucht naar Zuid-Spanje, waar ze naar potentiële droomhuizen gaan kijken. Het belooft best een spannende vlucht te worden, want ze hebben beiden nog maar één keer in hun leven gevlogen. En hoe is het eigenlijk gesteld met hun kennis van de Spaanse taal en cultuur? De familie Kraan heeft hun droomcamping én -huis al gevonden. Sterker nog; over twee weken staat de emigratie naar Luxemburg al gepland. De kids zijn begonnen aan hun laatste schoolweek in Nederland en oefenen uit school op de niet één, maar drie talen die er in het land gesproken worden.                      | 2 februari 2024  | 1.581.000   |
| Aflevering 2  | Johan en Janneke zijn samen op huizenjacht in Spanje, want over drie maanden willen ze al gaan emigreren. Met één huis is het liefde op het eerste gezicht, en dat moet natuurlijk gedeeld worden met het thuisfront. Zal dit het nieuwe 'casa de Jelies' worden? Voor Julia, Anne en Olav Kraan is het moment aangebroken om afscheid te nemen op school, maar veel tijd om daar bij stil te staan is er niet. Het hele gezin vertrekt daarna namelijk voor drie dagen naar Luxemburg want er moet geklust worden op de camping. De kinderen zien dan bovendien voor het eerst hun nieuwe huis én er staat een belangrijke schooltest op het programma.       | 9 februari 2024  | 1.555.000   |
| Aflevering 3  | In Luxemburg moet er geklust worden in het nieuwe huis, maar waar Ivan alle handjes goed kan gebruiken, lijken de kinderen meer oog te hebben voor de deurbel. En dan verblijven ze ook nog eens met zijn achten in een zespersoons stacaravan. Bij de familie Jelies glipt hun droomhuis ze helaas door de vingers. Johan en Janneke zijn nog maar net terug van hun vorige trip, maar moeten dus weer het vliegtuig in richting Spanje. Op zoek naar een nieuw huis om met z'n negenen te gaan wonen. Voor Albertine en Aida staat hun laatste voetbalwedstrijd in Tollebeek op de planning. Nemen ze afscheid met winst op zak?                             | 16 februari 2024 | 1.475.000   |
| Aflevering 4  | Het is eindelijk zo ver voor de familie Kraan: de dag van de grote emigratie is aangebroken, en dat is best heel emotioneel. Oudste zoons Quinten en Sam blijven ten slotte achter in Nederland. Verdrietige emoties maken echter snel plaats voor vreugde, als er in Luxemburg een bijzondere verrassing op ze wacht. In Tollebeek is het nog niet zo ver, maar nu hét huis definitief gevonden is, staan Johan en Janneke te trappelen om het aan hun drie oudste dochters te laten zien. Samen vliegen ze naar Spanje voor een eerste kennismaking met hun nieuwe woonomgeving. Wat vinden de meiden van het huis? En zien ze zichzelf wel wonen in Spanje? | 23 februari 2024 | 1.514.000   |
| Aflevering 5  | Johan en Janneke zijn nog steeds in Spanje met hun oudste meiden, waar natuurlijk ook een kijkje genomen moet worden op de plaatselijke voetbalclub. Eenmaal terug in Nederland gaat Johan zich uitschrijven bij de gemeente als Tollebeeker. Hij gaat al eerder naar Spanje emigreren dan de rest van het gezin, om zo het huis in orde te maken voor de komst van Janneke en de kinderen. De familie Kraan mag de voor hen te kleine 6-persoons stacaravan eindelijk inruilen voor hun eigen appartement, want de verhuizers met hun spullen uit Nederland zijn onderweg. Maar dan moet de verhuiswagen Luxemburg wel kunnen bereiken door de sneeuw.        | 1 maart 2024     | 1.645.000   |
| Aflevering 6  | De laatste dagen in Nederland van de familie Jelies zijn geteld. Ze nemen afscheid van familie, vrienden, maar ook van hun huis in Tollebeek. De kinderen gaan voor het laatst naar hun vertrouwde school. Een dag met een lach en een traan, want wat gaan ze hun klasgenoten missen. Ondertussen is Johan druk in de weer in Spanje. Bij de familie Kraan in Luxemburg heerst er een heugelijke sfeer: de camping gaat eindelijk open! Iedereen helpt mee om de laatste puntjes op de i te zetten in zowel het restaurant als de stacaravans. Arie hangt de vlag uit, de camping is open, laat de eerste gasten maar komen!                                  | 8 maart 2024     | 1.486.000   |
| Aflevering 7  | Het is eindelijk zo ver: ook voor Janneke en de kinderen gaat het Spaanse avontuur beginnen. Ze vliegt met de negen kinderen eindelijk naar Spanje voor een nieuwe toekomst in de zon. Hoe zouden de kinderen reageren als ze voor het eerst hun nieuwe huis zien en ontdekken dat ze met z'n allen op een kamer moeten slapen? Bij de familie Kraan is het hoogseizoen op de camping aangebroken. Ivan, Arie en Marlynn rennen en vliegen van klus naar klus. De receptie, de keuken en het restaurant; ze houden het met elkaar draaiende, en dat is soms een beetje veel van het goede.                                                                     | 15 maart 2024    | 1.620.000   |
| Aflevering 8  | Ondanks de regenachtige zomer, is het topdrukte op de camping van de familie Kraan in Luxemburg. Laat het Ivan Kraan nou net vandaag niet mee zitten. Hij voelt zich niet lekker en trekt zich terug. Lukt het Marlynn en Arie om de camping draaiende te houden nu baas Ivan er niet is? In Pinoso stroomt er nog steeds geen water uit de kraan. Maar dat mag de pret niet drukken, want er wordt nog volop vakantie gevierd. Daarnaast is vader Johan aan het klussen geslagen, want alle kinderen op één slaapkamer dat werkt toch niet zo goed. Dus wordt een deel van de veranda opgeofferd voor een eigen kamer voor oudste dochter Jennie.             | 22 maart 2024    | 1.562.000   |
| Aflevering 9  | Na een succesvol hoogseizoen, maakt de familie Kraan zich klaar voor de sluiting van de camping. De laatste gasten checken uit. De prullenbakken worden geleegd en de keuken krijgt een grote schoonmaakbeurt. Eindelijk, na zeven maanden non-stop werken, komt er ruimte voor het gezin. Bij de familie Jelies maken de kinderen zich op voor hun eerste schooldag in Spanje. Vader Johan hoeft in tegenstelling tot in Nederland niet voor die tijd al naar het werk. Hij kan nu dus samen met Janneke het ochtendritueel verzorgen. | 29 maart 2024    | 1.722.000   |
| Aflevering 10 | Bij de familie Kraan in Luxemburg is de rust weergekeerd. De camping is gesloten. Het gezin heeft nu de tijd om met elkaar tot rust te komen en vakantie te vieren. Maar ook om te reflecteren op het afgelopen seizoen. Voor een gezonde leefstijl was in ieder geval geen tijd. Nu wel, dus verruilen Ivan en Arie de snelle snack uit de keuken voor de sportschool. Aida Jelies is binnenkort jarig. Na al drie maanden haar vriend Sven te hebben moeten missen, hebben Johan en Janneke een grote verrassing voor haar. Sven en zijn ouders reizen in het geheim af naar Zuid-Spanje. Hoe zal Aida reageren als haar vriendje ineens voor haar staat?    | 5 april 2024     | 1.699.000   |

Gemiddeld keken er 1.585.900 kijkers naar deze serie.

### Seizoen 2
In 2025 verscheen het tweede seizoen van Een huis vol emigreert. In dit seizoen keerde de familie Kraan weer terug, maar de familie Jelies niet. Wel werd er een nieuwe familie gevolgd; familie Verleg. Deze familie emigreerde dit seizoen naar Spanje. 
| Aflevering    | Gebeurtenissen | Uitzenddatum  | Kijkcijfers |
| ------------- | --- | ------------- | ----------- |
| Aflevering 1  | We maken kennis met de familie Verleg. Zij hebben plannen om met hun vijf kinderen te gaan emigreren naar Spanje. Ze hebben al een huis op het oog, maar de afronding van de hypotheek laat nog op zich wachten. Ondertussen is hun huis in Nederland al verkocht dus worden alvast alle spullen uitgezocht. Ze zijn van plan niet veel inboedel mee te nemen naar Spanje dus alles wat over is, wordt naar de kringloopwinkel gebracht. Ook zijn we terug bij de familie Kraan in Luxemburg. De camping is dicht en het gezin geniet van de extra tijd die ze nu samen hebben.                                                                                      | 21 maart 2025 | 1.015.000   |
| Aflevering 2  | Bij de familie Kraan in Luxemburg is het voor de kinderen weer even wennen aan het vroege schoolritme. Ivan brengt ze elke ochtend met de auto naar de bushalte. Ondertussen probeert Linda de menukaart van het campingrestaurant te vernieuwen. Ze bedenkt een gezonde pastasalade. De hypotheek van de familie Verleg voor het droomhuis in Spanje is nog steeds niet rond en de Spaanse bank blijft om extra documenten vragen. Het maakt Melissa nerveus, want over een maand zal het gezin al emigreren. | 28 maart 2025 | 856.000     |
| Aflevering 3  | De familie Verleg viert de verjaardag van de tweeling in een leeg huis. Daarna is het echt tijd om afscheid te nemen van hun huis en buurt. En dit zorgt bij de kinderen voor de nodige emoties. Om de tijd tot de emigratie te overbruggen kampeert het gezin in een caravan op het terrein van Melissa's ouders en zus. En als je de comfort van een woonhuis bent gewend, is dat best wel aanpoten met zo'n groot gezin. De familie Kraan verwelkomt Quinten en Caressa in Luxemburg. Ze gaan hier de komende maanden voor het eerst samen werken én samen wonen. Nu het team compleet is, kan Ivan de taken verdelen.                                            | 4 april 2025  | 820.000     |
| Aflevering 4  | De familie Kraan is druk in de weer met de laatste voorbereidingen voor de opening van het nieuwe seizoen van de camping. Iedereen heeft zijn eigen taak. Zo ontwerpt zoon Quinten een nieuwe menukaart voor het campingrestaurant, terwijl Ivan en Linda op weg zijn naar het tuincentrum om vlinderstruiken voor aankleding van het zwembad te kopen. De familie Verleg neemt in Nederland tijdelijk afscheid van vader Pim. Hij rijdt alvast met een volgeladen auto en caravan naar Spanje. In Nederland hebben de kinderen hun laatste schooldag op hun vertrouwde basisschool en dus is Melissa volop bezig met het voorbereiden van de traktaties.            | 11 april 2025 | 934.000     |
| Aflevering 5  | Op de camping van de familie Kraan in Luxemburg is de opening van het nieuwe seizoen een feit. Quinten staat aan het roer in de keuken. Mede met het door hem geïntroduceerde voorgerecht carpaccio, hoopt hij er een succes van te maken. Hij heeft voor iedereen een strak werkschema opgesteld, met voldoende rustmomenten. Het is zover: Melissa en de kinderen emigreren naar Spanje. Maar eerst nemen ze afscheid van familie op het vliegveld. En dan stapt Melissa alleen met de vijf kinderen op het vliegtuig. Een hele onderneming. | 18 april 2025 |             |
| Aflevering 6  | Op de camping van de familie Kraan wordt het familiebedrijf uitgebreid. Zoon Stan wordt met het hoogseizoen op komst alvast ingewerkt bij de spoelkeuken. Ook dochter Julia hoopt dit jaar mee te helpen. Zij wil graag het animatieteam helpen. Gelukkig heeft ze genoeg broertjes en zusjes om werkervaring op te doen; haar zusje Anne wordt daarom geschminkt. Familie Verleg wordt voor het eerst samen wakker in hun nieuwe thuisland Spanje. Vooralsnog in een vakantiewoning omdat ze nog niet terecht kunnen in hun eigen huis. In afwachting van nieuws over de hypotheek verkennen ze met elkaar hun nieuwe leefomgeving.                                 | 25 april 2025 | 982.000     |
| Aflevering 7  | Op de camping van de familie Kraan is het hoogseizoen in volle gang. Ivan en Arie draaien overuren om alle gasten tevreden te houden. Linda heeft haar handen vol aan de verzorging van haar kroost, die nergens meer te bekennen is sinds de camping druk bezocht is. Hoe zorgt ze ervoor dat haar kinderen toch nog een beetje gezond eten? De dag waar zolang op is gewacht is eindelijk daar: Melissa en de kinderen krijgen de sleutel van hun nieuwe huis en zijn van plan het de volgende dag al te betrekken. Vader Pim is nog steeds aan het werk in Nederland dus Melissa staat er tijdens de laatste verhuizing naar hun eigen huis helemaal alleen voor. | 2 mei 2025    | 1.045.000   |
| Aflevering 8  | De familie Verleg is eindelijk herenigd in hun Spaanse droomhuis. Pim is na wekenlang werken in Nederland terug bij het gezin. Nu hun leven zich officieel gaat afspelen in Spanje, is een brievenbus om post uit Nederland te ontvangen van het grootste belang. De familie Verleg kennende, maken ze daar een familieklusje van. Een onverwachte regenbui zorgt voor nóg meer werk, want het huis blijkt zo lek als een mandje... In Luxemburg maakt de familie Kraan zich zorgen om Ivan. Hij heeft een pijnlijke infectie aan zijn been opgelopen. | 9 mei 2025    |             |
| Aflevering 9  | In Luxemburg zit de zomervakantie er weer op. Julia is klaar met de basisschool en mag naar de middelbare. Ze hoopt maar één ding, dat ze bij haar beste vriendin in de klas komt. Ondertussen wordt Linda verrast door Ivan en Marlynn. Omdat ze altijd klaar staat voor haar gezin, en nooit tijd maakt voor zichzelf, willen ze haar verrassen met een bezoekje aan de kapper. Bij de familie Verleg is er tijdens het klussen door ook ruimte voor wat meer vrije tijd. Zo gaat Pim met de oudste jongens op expeditie in een natuurgebied om de hoek. Samen wandelen ze naar de top van de Monte del Coto.                                                      | 16 mei 2025   |             |
| Aflevering 10 | Het campingseizoen van familie Kraan zit er weer op. Quinten en Caressa maken zich klaar voor hun vertrek naar Nederland. Maar de familie wil hen niet zomaar laten gaan, dus organiseren ze een feestje om met elkaar te vieren dat ze samen een goed seizoen hebben gedraaid. De familie Verleg heeft bezoek. Er is familie over uit Nederland. De ouders van Pim zijn er om eindelijk met eigen ogen het veel besproken nieuwe huis te bekijken. Maar de vraag is of ze net zo enthousiast zijn als Pim en Melissa. Nu er bezoek is, is er ook tijd voor een gezellig familie-uitje.                                                                              | 23 mei 2025   |             |

## Prijzen
| Jaar | Prijs                       | Categorie              | Resultaat   |
| ---- | --------------------------- | ---------------------- | ----------- |
| 2021 | Gouden Televizier-Ring Gala | Beste TV-programma     | Genomineerd |
| 2022 | Zapp Awards                 | Beste familieprogramma | Genomineerd |
| 2023 | Zapp Awards                 | Beste familieprogramma | Genomineerd |
| 2024 | Zapp Awards                 | Beste familieprogramma | Genomineerd |